# نیروی هوایی ونزوئلا
نیروی هوایی ونزوئلا با نام رسمی هوانوردی نظامی بولیواری (به انگلیسی: Bolivarian Military Aviation) یک سازمان مسلح حرفه‌ای است که برای دفاع از حاکمیت و حریم هوایی کشور ونزوئلا طراحی شده است. این سازمان از زیرمجموعه‌های نیروهای مسلح ملی بولیواری ونزوئلا است.

## مُدرن سازی
در نتیجهٔ تحریم قطعات یدکی جنگنده‌های اف-۱۶ از سوی ایالات متحده، نیروی هوایی ونزوئلا در سال ۲۰۰۶ تعداد ۲۴ فروند هواپیمای سوخو-۳۰ از روسیه خریداری کرد. در سال ۲۰۰۸، ونزوئلا برای دستیابی به تعدادی از هواپیماهای جنگنده سوخو-۳۵ و ۱۲ تا ۲۴ فروند سوخو-۳۰ از روسیه تلاش‌هایی انجام داد اما این تلاش‌ها به نتیجه نرسید.
در اکتبر ۲۰۱۵، ونزوئلا از برنامه خرید ۱۲ فروند سوخو-۳۰ دیگر از روسیه به قیمت ۴۸۰ میلیون دلار خبر داد.

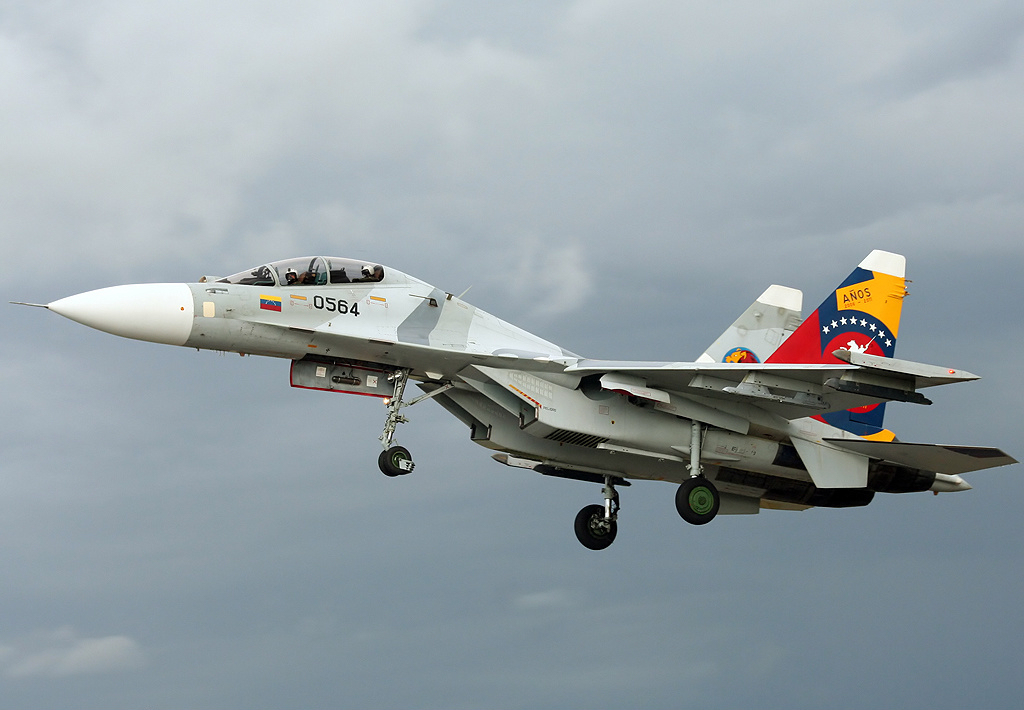
سوخو-۳۰ نیروی هوایی ونزوئلا

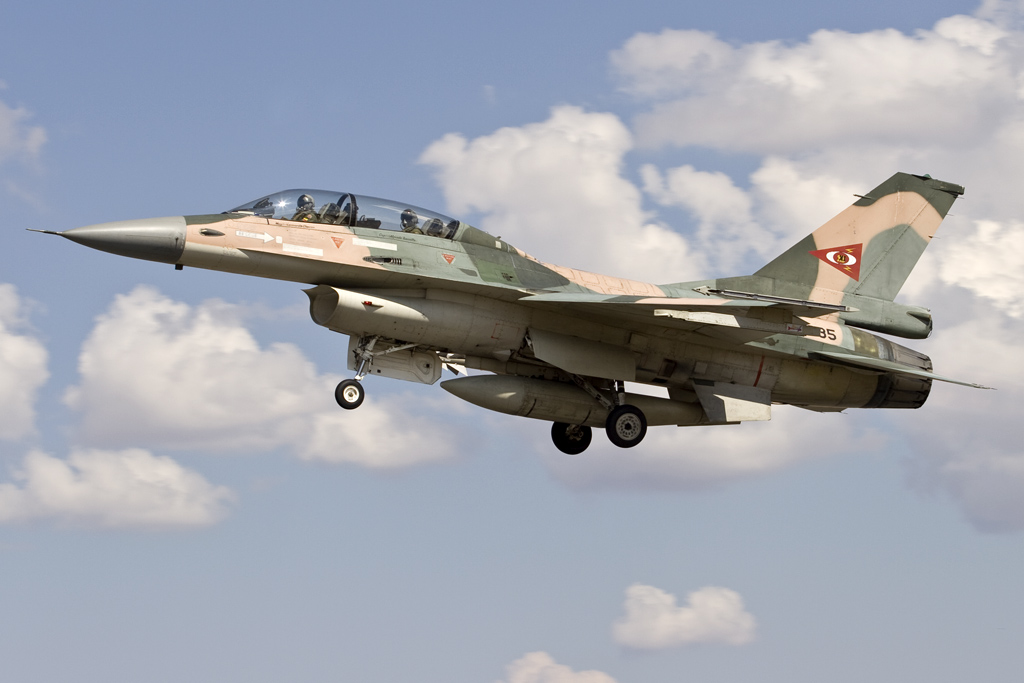
یک اف-۱۶ نیروی هوایی ونزوئلا

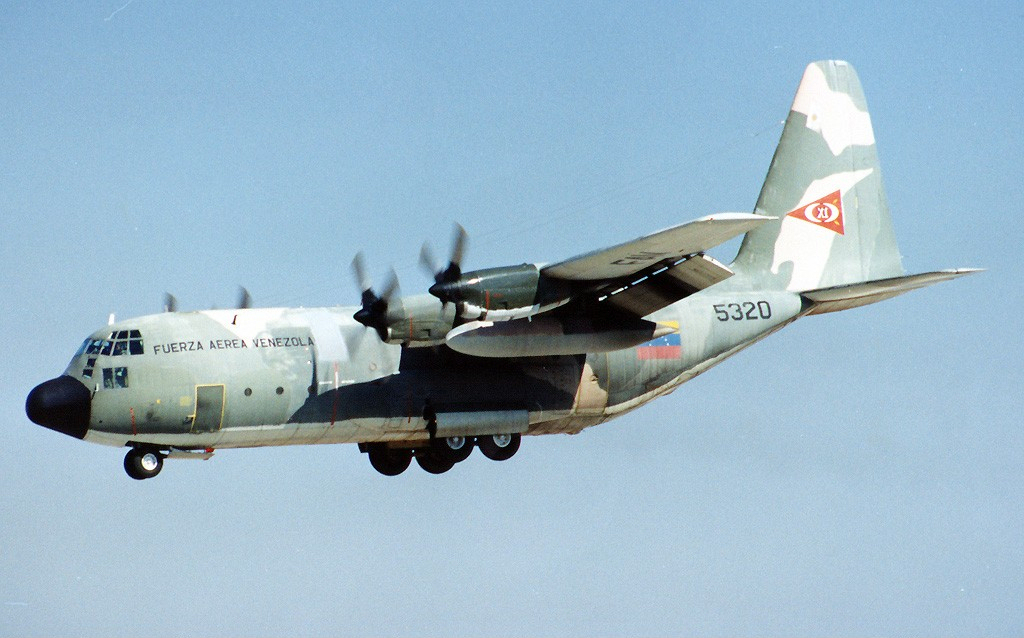
سی-۱۳۰ هرکولس نیروی هوایی ونزوئلا

## تجهیزات
| هواگرد                | مبدا ساخت           | ماموریت               | گونه         | تعداد در حال خدمت | توضیحات                      |
| هواگرد جنگی           | هواگرد جنگی         | هواگرد جنگی           | هواگرد جنگی  | هواگرد جنگی       | هواگرد جنگی                  |
| --------------------- | ------------------- | --------------------- | ------------ | ----------------- | ---------------------------- |
| اف-۱۶ فایتینگ فالکن   | ایالات متحده آمریکا | چندمنظوره             | اف-۱۶ای      | ۱۳                |                              |
| سوخو-۳۰               | روسیه               | چندمنظوره             | سو-۳۰ ام کی۲ | ۲۱                |                              |
| Electronic Warfare    |                     |                       |              |                   |                              |
| Fairchild Metroliner  | ایالات متحده آمریکا | EW                    |              | 1                 |                              |
| تانکر سوخت‌گیری هوایی  |                     |                       |              |                   |                              |
| بوئینگ ۷۰۷            | ایالات متحده آمریکا | سوخت‌گیری هوایی/ترابری |              | ۱                 |                              |
| ترابری                |                     |                       |              |                   |                              |
| سسنا ۲۰۸              | ایالات متحده آمریکا | چندمنظوره             |              | ۳                 |                              |
| سسنا سایتیشن ۲        | ایالات متحده آمریکا | وی آی پی              |              | ۱                 |                              |
| دورنیه ۲۲۸            | آلمان               | چندمنظوره             | Do 228NG     | ۳                 |                              |
| بیچ‌کرفت سوپر کینگ ایر | ایالات متحده آمریکا | چندمنظوره             | ۲۰۰/۳۵۰      | ۵                 |                              |
| فیرچایلد مترولاینر    | ایالات متحده آمریکا | چندمنظوره             |              | ۱                 |                              |
| لاکهید سی-۱۳۰         | ایالات متحده آمریکا | ترابری                | سی-۱۳۰ اچ    | ۳                 |                              |
| شانشی وای-۸           | چین                 | ترابری                |              | ۸                 |                              |
| شورت ۳۶۰              | بریتانیا            | چندمنظوره             |              | 2                 |                              |
| بالگرد                |                     |                       |              |                   |                              |
| انستروم ۲۸۰           | ایالات متحده آمریکا | آموزشی                |              | ۲                 |                              |
| انستروم ۴۸۰           | ایالات متحده آمریکا | آموزشی                |              | ۱۲                | ۴ فروند سفارش داده شده است.  |
| یوروکوپتر ای‌اس۵۳۲     | فرانسه              | ترابری                |              | ۱۰                |                              |
| میل می-۱۷             | روسیه               | چندمنظوره             |              | ۶                 |                              |
| میل می-۲۸             | روسیه               | تهاجمی                |              |                   | ۱۰ فروند سفارش داده شده است. |
| آموزشی                |                     |                       |              |                   |                              |
| دیاموند دی‌ای۴۲        | اتریش               | آموزشی چند موتوره     |              | ۶                 |                              |
| امبرائر ئی‌ام‌بی ۳۱۲    | برزیل               | آموزشی                |              | ۱۷                |                              |
| اف-۱۶ فایتینگ فالکن   | ایالات متحده آمریکا | آموزش تبدیلی          | اف-۱۶بی      | ۲                 |                              |
| هانگدو جی‌ال-۸         | چین                 | جت آموزشی             |              | ۲۳                |                              |
| SIAI-Marchetti SF.260 | ایتالیا             | آموزشی پایه           |              | ۱۲                |                              |
| پهپاد                 |                     |                       |              |                   |                              |
| مهاجر                 | ایران               | پهپاد رزمی            | SANT Arpía   | ۱۲                |                              |

### استنادات
1. ↑   بایگانی‌شده  در ۱۴ سپتامبر ۲۰۰۸ توسط Wayback Machine
2. ↑  "Venezuela Buying Su-30s, Helicopters, etc. From Russia". defenseindustrydaily.com. Archived from the original on 16 June 2017. Retrieved 25 May 2017.
3. ↑  "Venezuela buys Russian aircraft, tanks to boost power". UPI. Archived from the original on 30 October 2014. Retrieved 30 October 2014.
4. ↑  "Pese a la crisis económica, Venezuela compra doce cazas rusos". Clarín. 29 October 2015. Archived from the original on 2 November 2015. Retrieved 2 November 2015.
5. 1 2 3 4 5 6 7 8 9 10 11 12 13 14 15 16 17 18 19 20 21 22  Embraer, In association with. "2024 World Air Forces directory". Flight Global (به انگلیسی). Retrieved 2023-12-23.
6. ↑  "La Fuerza Aérea Venezolana exhibe sus vehículos aéreos no tripulados ANT-1X". Infodefensa.com. 25 November 2011. Retrieved 30 October 2014.